# هرتسي هليفي
هرتسي هليفي (بالعبرية: הרצי הלוי‏) (ولد 1967) فريق في الجيش في الجيش الإسرائيلي ويشغل منصب رئيس الاستخبارات العسكرية (آمان) منذ سبتمبر 2014. في وقت سابق شغل منصب قائد الكلية الدولية للقيادة والأركان الذراع، وقائد فرقة الجليل العسكرية، قائد ماتكال وقائدا للواء المظليين.

## النشأة والتعليم
ولد هيرتسي هليفي في عام 1967 بمدينة القدس المحتلة وتلقي تعليمه هناك، وقد سمي هرتسي نسبة لعمه هرتزل ليفي الذي قتل في معركة الأيام الستة قرب مدينة القدس المحتلة.
تلقي تعليمه في المدرسة الدينية الثانوية «ميلفارب»، وفي 1985 دخل في الجيش الإسرائيلي ضمن وحدة نحال في كيبوتس شمال إسرائيل، ثم تطوع في كتيبة المظليين المحمولة جواً ضمن لواء نحال.
خاض دورات تدريبية عدة ضمن لواء المظليين وحصل على دورة ضباط صف المشاة والمشاة المتقدمة، وعلى اثرها تم تعيينه قائد فصيل في اللواء ومن ثم اختير ليكون ضابط العمليات في كتيبته.
خلال خدمته العسكرية درس المرحلة الجامعية في الفلسفة وإدارة الأعمال وقد حصل بعدها على درجة الماجستير في إدارة الموارد الوطنية.

## المسيرة العسكرية
عام 1992 تم تعيينه قائد كتيبة المظليين في لواء المظليين «عورف»، وفي هذه الفترة شغل منصب قائد موقع التمركز لدى وحدة ريحان العسكرية في أقصى شمال جنوب لبنان.
عين هليفي قائد مفرزة من التدريب في وحدة قيادة الأركان «سييرت متكال»، وتدرج المناصب في وحدة قيادة الأركان إلى أن وصل ليعين نائبا لقائد، وقد شارك في عدد من العمليات أبرزها عملية «اللدغة السامة» التي اختطف فيها القيادي في حزب الله «مصطفى الديراني»، فيما شارك في محاولة انقاذ «نحشون فاكسمان» في العام 1994 التي انتهت بمقتل الجندي مع قائد الوحدة الصهيونية المهاجمة وجرح جنود آخرين واستشهاد الخلية الآسرة.
من 2001 - 2004 عمل كمسئول في وحدة هيئة الأركان «سيريت ميتكال»، ومن العام 2005 وحتى 2007 عين قائداً للواء «منشيه» العاملة قرب جنين، ومن أغسطس 2007 حتى أغسطس 2009 عين قائداً للواء المظليين.
شارك ليفي في عملية «الرصاص المصبوب» 2008/2009 وقد كان حينها قائداً للواء المظليين ومسئولاً مساعداً في كتيبة المدرعات، وقد كان يتولى مسئولية المعارك في شمال قطاع غزة وخاصة بيت حانون وبيت لاهيا ومنطقة العطاطرة، وكانت مهمته الرئيسية حينها الوصول للمناطق التي تنطلق منها الصواريخ.
في 2009 -2011 شغل منصب رئيس قسم العمليات التشغيلية في وحدة MI المتخصصة بمتابعة ورصد جميع وسائل الاعلام العربية، في شعبة الاستخبارات العسكرية «أمان»
في نوفمبر 2011 تم تعيين هاليفي قائداً لقسم 91 «الجليل» المسئول على الحدود الشمالية، ليحل محل العميد «يوئيل ستريك».
في العام 2012 عين قائداً لوحدة قيادة الأركان «سيريت ميتكال» التي حازت في عهده على أفضل وحدة تستخدم طرق التشغيل الجديد.
وفي العام 2014 عين قائداً لكلية القيادة والأركان في الجيش الصهيوني، واختير عضواً في لجنة تيركيل التي أوكل لها مهام اعداد تقرير حول لاستنتاجات عملية اعتراض أسطول مرمرو.
في 25 أبريل 2014 وافق وزير الجيش موشي يعلون على تعيينه رئيساً لشعبة الاستخبارات العسكرية خلفاً لأفيف كوخافي الذي تنتهي ولايته في سبتمبر الحالي.
بعد الحرب على غزة 2014 تمت ترقيته إلى رتبة لواء واستلم بشكل فعلي منصب قائد شعبة الاستخبارات العسكرية «آمان» خلفاً للواء أفيف كوخافي الذي وجهت له انتقادات حول عمله طيلة الفترة التي قاد فيها الشعبة.

## المهام التي شارك بها
- شارك في عملية «اللدغة السامة» التي اختطف فيها القيادي في حزب الله «مصطفى الديراني» من جنوب لبنان.
- شارك في محاولة انقاذ «نحشون فاكسمان» في العام 1994 التي انتهت بمقتل الجندي مع قائد الوحدة الصهيونية المهاجمة وجرح جنود آخرين واستشهاد الخلية الآسرة التي كانت تتبع لكتائب القسام.
- كان مسئولاً عن المعارك في شمال قطاع غزة خلال الحرب على غزة (2008–2009) وخاصة بيت حانون وبيت لاهيا ومنطقة العطاطرة.

### هجوم بنيامينا وشائعات مقتله
في 13 أوكتوبر 2024 نفذ حزب الله هجوم بطائرة مسيرة على قاعدة عسكرية في منطقة بنيامينا الواقعة جنوب حيفا، مما أسفر عن مقتل 4 جنود إسرائيليين وإصابة 67 جندي أخر 8 منهم في حالة خطيرة، بعد مدة قصيرة من حصول الهجوم إنتشرت أخبار تفيد أن المستهدف الأول من الهجوم هو هاليفي نفسه، وسرعان ما ظهرت شائعات تؤكد مقتله. في اليوم التالي ظهر هاليفي يزور القاعدة المستهدفة ويصف الحادث بالصعب والمؤلم.